# Herbewo
Herbewo International S.A. – polskie przedsiębiorstwo zajmujące się zarządzaniem nieruchomościami, kontynuator tradycji przedwojennej firmy Herbewo, największego producenta gilz papierosowych w Polsce, działającego w latach 1924-1948 w Krakowie.

## Historia

### Powstanie w IIRP
Dzięki połączeniu trzech przedsiębiorstw („Polonia, „Noris oraz „Kosmos”), których właścicielami byli: Rudolf Herliczka, Władysław Bełdowski i Stanisław Wołoszyński w 1924 powstała w Krakowie firma Herbewo. Nazwa została utworzona od pierwszych liter nazwisk założycieli. 
Firma od początku zajmowała się produkcją zwijek, gilz, tutek i bibułek papierosowych. Swoje wyroby eksportowała do Europy, Azji, obu Ameryk i Australii. W latach trzydziestych właściciele rozpoczęli wznoszenie budynków fabrycznych na zakupionych parcelach przy alei Słowackiego, które są w rękach firmy do dnia dzisiejszego.
Najbardziej znanym wyrobem firmy były zwijki Morwitan, które posiadały patent i których nazwa i znak graficzny były prawnie zastrzeżone. 
Działalność firmy trwała nieprzerwanie przez okres wojny i okupacji aż do roku 1948, gdy cały jej majątek przeszedł na własność państwa. Budynek fabryczny przejęła Drukarnia Narodowa.

### III RP
W 1992 Andrzej Barański, który jest potomkiem Stanisława Wołoszyńskiego, odzyskał majątek firmy i podjął decyzję o reaktywowaniu firmy. W budynku przy alei Słowackiego został otwarty dom towarowy, w którym znalazły się stoiska 70 firm. Z czasem powierzchnię budynku zajęły biura firm polskich i start-upów. 
W 2001 roku dobudowano nowoczesny budynek przy ulicy Lubelskiej i połączono go ze starym budynkiem. Projektantem był Aleksander Mirek z firmy Kontrapunkt, a wykonawcą została firma Hochtief (dawny KPIS Cracovia). Budynek zdobi witraż świecki pt. „Wyłaniający się horyzont” projektu Piotra Ostrowskiego z Krakowskiego Zakładu Witrażów S.G. Żeleński. W 2015 Herbewo oddało do użytku nowy budynek biurowy, Regent Office przy ul. Prądnickiej 20A. Biurowiec, którego fasada z ręcznie formowanej cegły i kamienia nawiązuje do niedalekich fortów Nowy Kleparz zaprojektował Adam Bielański z BS- Arch.

## Nowoczesny marketing
Przedwojenny marketing produktów firmy Herbewo był niezwykle nowoczesny i obejmował wszelkie dostępne ówcześnie media.
Jednym z najważniejszych elementów marketingu firmy Herbewo stały się piosenki reklamowe, emitowane w radiach i sprzedawane na płytach gramofonowych. Przybrały one wtedy jeden z najpopularniejszych stylów muzyki międzywojennej, czyli tango, a za jej wykonanie odpowiadały gwiazdy ówczesnej estrady. W kampanii brali udział m.in.: Eugeniusz Bodo, a jednymi z najpopularniejszych utworów stały się Tango Nikotyna w wykonaniu Alberta Harrisa z 1930 roku, oraz Morwitan to nasz znak! w wykonaniu Adama Astona (muz. Wiktor Krupiński) z roku 1937
Inną formą reklamy była emisja filmów reklamowych w formie klasycznej (także niemej), jak i poprzez tworzenie specjalnych bajek animowanych. Najbardziej znanym z filmów reklamowych jest produkcja krótkometrażowa pt. Od Bałtyku do Karpat, wykorzystująca gorący wtedy temat patriotyzmu poprzez wykorzystanie Polski jako kraju będącego świeżo po odzyskaniu niepodległości, prezentując ujęcia od Morza Bałtyckiego aż do granicy na południu, ukazując jednocześnie Polaków, korzystających z produktów firmy Herbewo. 
Pozostałe elementy marketingu Herbewo opierały się na dystrybucji użytkowych materiałów reklamowych z logiem marki (np. popielniczki, zapalniczki, czy pióra), czy oklejaniu samochodów oraz budynków firmy. Dzięki temu firma Herbewo stała się jednym z pionierów nowoczesnego rynku reklamowego w Polsce,

## Galeria

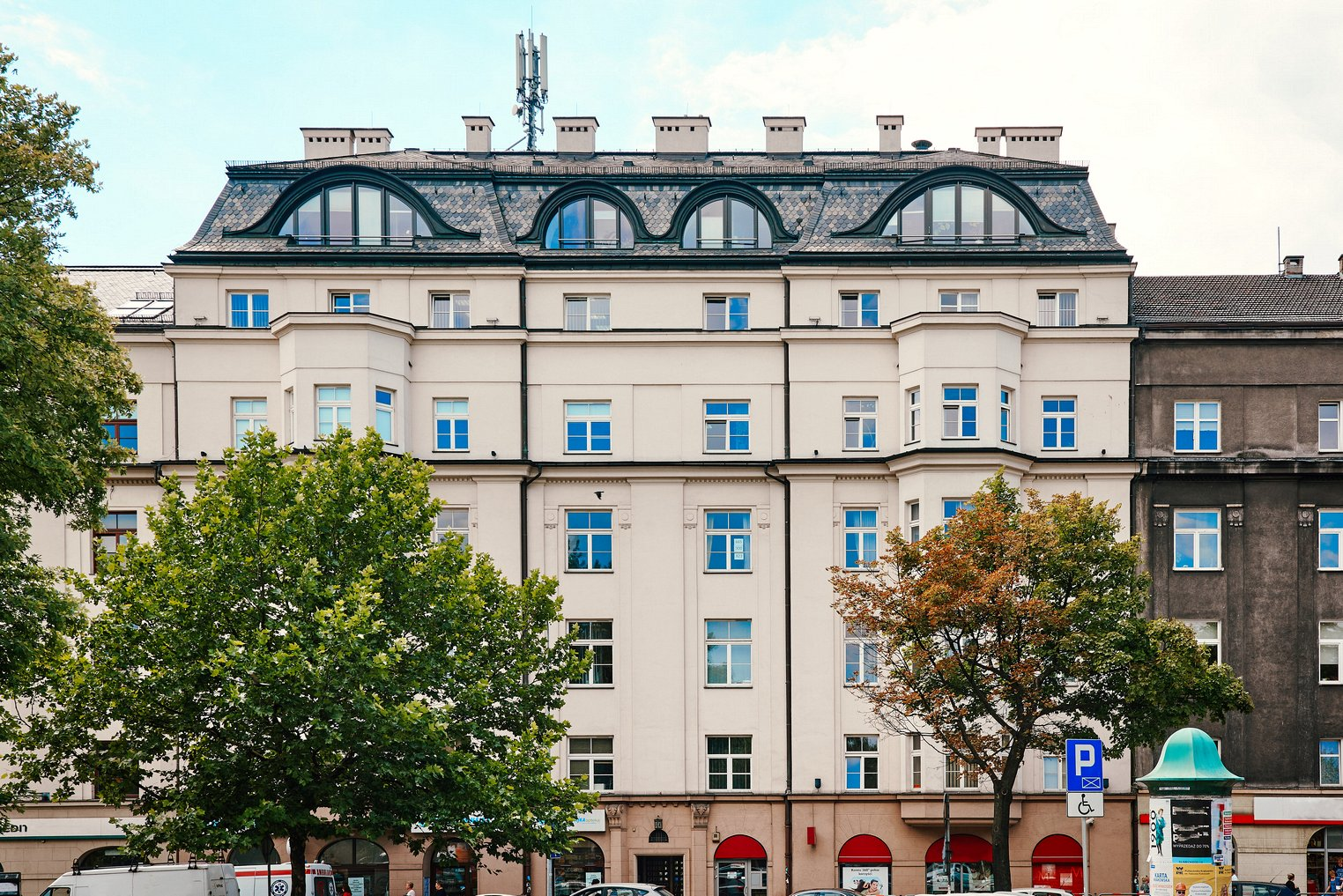
Prądnicka 4, przedwojenny budynek, dzisiaj biurowiec firmy Herbewo
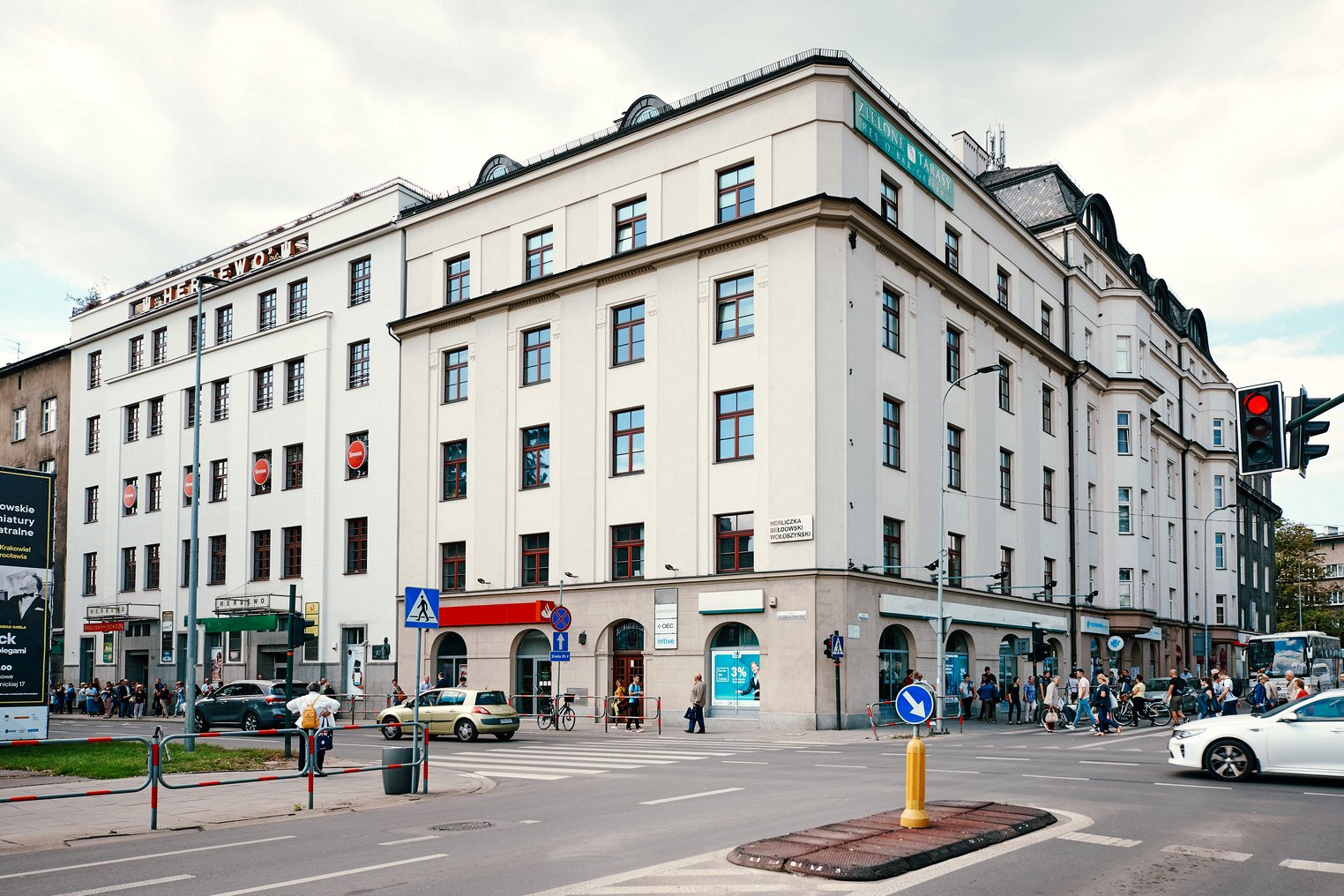
Słowackiego 66, przedwojenny budynek fabryki Herbewo, dzisiaj biurowiec
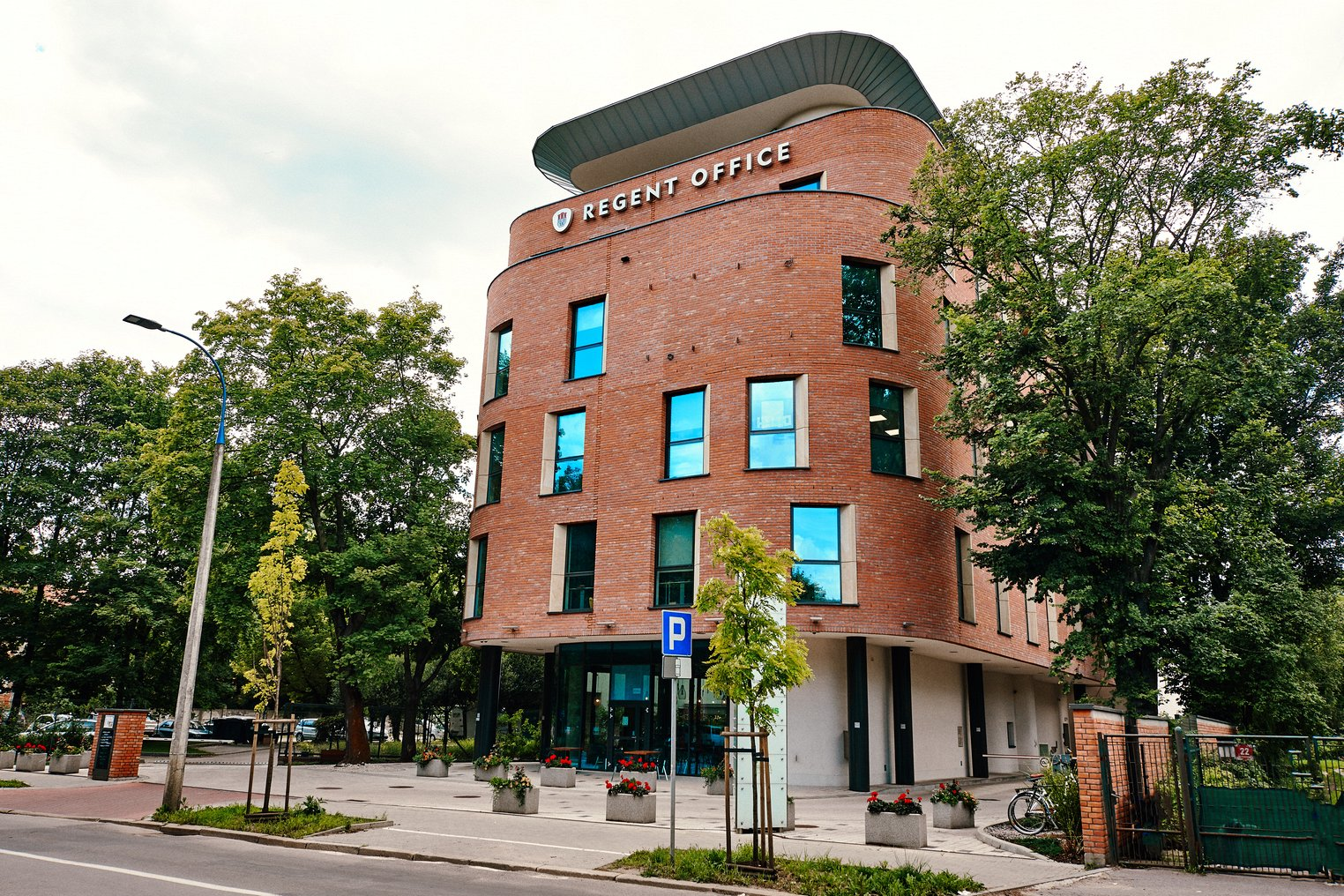
Regent Office, biurowiec, Herbewo, Kraków
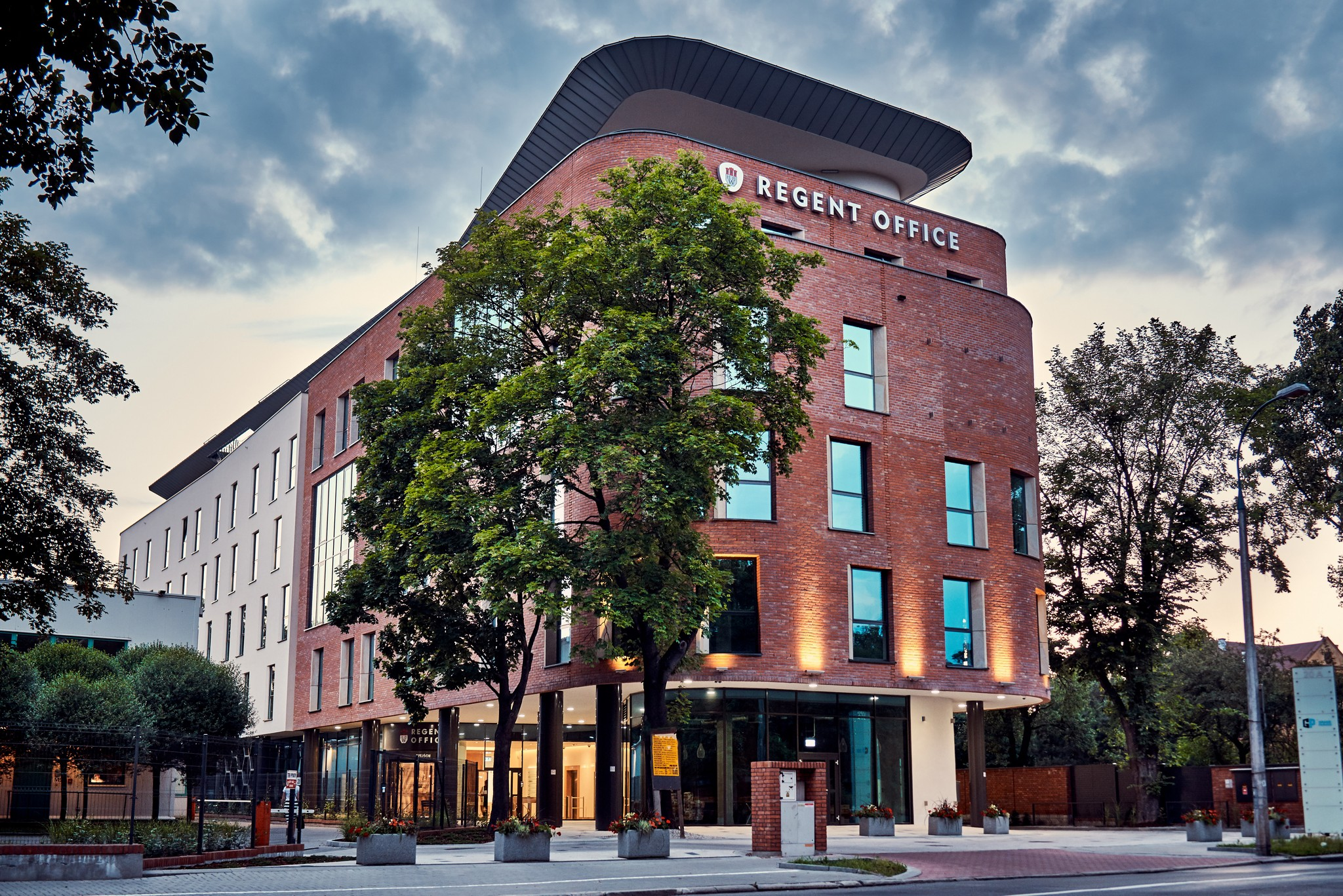
Regent Office, Herbewo, Kraków